# Microberlinia bisulcata
Espèce
Synonymes
- Berlinia bifurcata (A.Chev.) Troupin[2]
- Berlinia bisulcata (A.Chev.) Troupin[3]
- Microberlinia bisulcata A.Chev. A.Chev. (préféré par UICN)[3]

Statut de conservation UICN

 CR A1c+2c : 
En danger critique
Microberlinia bisulcata A. Chev. est une espèce de plantes à fleurs du genre Microberlinia et de la famille des Fabaceae (APGIII). C'est un arbre endémique du Cameroun. 

## Synonymes
Berlinia bifurcata (A.Chev.) Troupin et Berlinia bisulcata (A.Chev.) Troupin sont des synonymes de l’espèce, également connue localement sous les noms de « zingana », « Tigerwood », « zebrano », « African Zebrawood ».

## Description
C’est un arbre de plus de 40 m de haut, avec un tronc pouvant dépasser 100 cm de diamètre de fût. 

## Distribution
Endémique du Cameroun, l'arbre  est commun (28 collections sur 11 sites), particulièrement dans la région du Sud-Ouest (parc national de Korup, abords du mont Cameroun) et dans celle du Littoral, à basse et moyenne altitude. Il a cependant été observé en outre sur un site au Nigeria.
IL est considéré comme une espèce en danger critique d'extinction selon les critères de l’IUCN.

## Usage
C’est un bois dur, de densité 0,70 à 0,85. Il est lourd, modérément durable. Résistant aux termites, aux champignons et à la pluie. Il est utilisé dans les placages en ébénisterie, la fabrication de mobilier, la décoration d'intérieur.